# Apam Napat
Apam Napat es una deidad en el panteón indoiranio relacionada con el agua. Su nombre en las Vedas, Apām Napāt, y en el zoroastrismo, Apąm Napāt, significa "hijo de las aguas" en idioma sánscrito e idioma avéstico, respectivamente. Napāt ("nieto" o "progenie") es cognado de la palabra latina nepos y la inglesa nephew. En el Rig-veda, está descrito como el creador de todo. Se considera que se originó de la deidad de la religión protoindoeuropea, Hepom Nepōts.
En las Vedas, es frecuentemente aparente que se usa Apam Napat como un título, no un nombre propio. Comúnmente se aplica a Agni, dios del fuego, y a veces a Suria, dios del sol. Mary Boyce ha propuesto una correspondencia entre ambas: las tradiciones védicas y las avésticas de Apam Napat, y Varuna que también se llama "Hijo de las aguas" y se considera un dios del mar.: 47–48  En la tradición iranía, se llama Burz ("el alto", en persa: برز) además es un yazata.: 42–43 

## Papel
Como un miembro de la tríade de Ahura, con Ahura Mazda y Mitra, Apam Napat—también llamado Ahura Berezaiti—es una figura glorificada. En el yasht 19 del Avesta zoroastro, Apam Napat aparece como el creador de la humanidad. Sin embargo, debido a que en el zoroastrismo se venera a Ahura Mazda como el creador supremo, esta función de Apam Napat se ha reducido. Es una razón de que Apam Napat ya no es venerado ampliamente, aunque aún es honrado en forma diaria en las liturgias zoroastras. También el estatus de creador-dios aparece en un himno que honra el védico Apam Napat.
Junto a Mithra, Apam Napat mantiene el orden en la sociedad, así como Khvarenah (un concepto que denota "gloria" o "esplendor"), por lo cual se mantiene la regla legítima entre los pueblos iranios. Es su deber distribuir agua del mar a todos las regiones.

## Fuego y agua
Un himno védico describe que Apam Napat emerge del agua, dorado y "vestido en relámpago", lo que ha sido conjeturado como una referencia al fuego. Tanto su identificación típica con Agni, quien es descrito múltiples veces como escondido o residido en agua, como su comparación con otros textos indoeuropeos, han llevado a algunas personas a especular sobre la existencia de un mito protoindoeuropeo que incluye una deidad de fuego nacida del agua.
Otras menciones incluyen al poema escaldo del siglo IX Ynglingatal que usa la kenning sævar niðr, "pariente del mar" para referirse al fuego, y un poema antiguo armenio en el cual un junco en el medio del mar prende fuego espontáneamente, del que el héroe Vahagn brota, con pelo fogoso y ojos que brillan como el sol.

### Mito original conjeturado sin fuego
Si el fuego fue una parte original de la naturaleza de Apam Napat se queda sujeto a debate, en particular porque se falta esta conexión de la versión iraní. Hermann Oldenberg, académico alemán de la indología, creía que Apam Napat era originalmente una deidad independiente de agua que luego llegó a ser asociada con Agni, en parte debido a una creencia india antigua que el agua contenía fuego dentro de sí mismo, porque fuego aparece "entra al" agua cuando está extinta.: 45 
Las asociaciones con Savitr podrían ser entendidas como una derivación de la imagen del sol que se pone en el océano. Otra teoría explica que la conexión entre el fuego y el agua a través del relámpago, "el destello de fuego nacido de las nubes que llevan lluvia".

### Conjeturado de "gas de los pantanos"
Con base en la idea de esta imagen de "fuego de agua" fue inspirada por la filtración llameante de gas natural, había tentativas en conectar el nombre "Apam Napat" a la palabra naptha, que pasó al griego antiguo y subsecuentemente al inglés—de un idioma iraní.
Sin embargo, existe solo una cantidad modesta de evidencia para un enlace entre los fuegos sagrados de la religión indoirania y el petróleo o gas natural. Aunque hay un cuento sugerente en el cual los tres fuegos sagrados son empujados hacía el mar desde la espalda del buey Srishok donde, no extintos, siguen quemándose encima del agua. En particular esta versión es persuasiva en relación con los yacimientos ricos de hidrocarburos en la parte sureste del Mar Caspio, los cuales en la actualidad se explotan por el yacimiento gasífero de Absheron cerca de Bakú en Azerbaiyán.
Se ha dicho que la palabra "naphtha" se relaciona tal vez con la palabra acadia napṭu, "petróleo".

## Lectura adicional
- af Edholm, Kristoffer. “Royal Splendour in the Waters: Vedic Śri-̄́ and Avestan XvArənah-.” Indo-Iranian Journal, vol. 60, no. 1, 2017, pp. 17–73. JSTOR, https://www.jstor.org/stable/26546262. Accessed 7 Apr. 2025. (en inglés)
- Magoun, H. W. (1898). Apāṁ Napāt in the Rig-Veda. Journal of the American Oriental Society, 19, 137–144. https://doi.org/10.2307/592476. (en inglés)